# Opisthonema berlangai
Opisthonema berlangai és una espècie de peix pertanyent a la família dels clupeids.

## Descripció
- Pot arribar a fer 26 cm de llargària màxima (normalment, en fa 18).
- 13-21 radis tous a l'aleta dorsal i 15-17 a l'anal.[4][5]

## Hàbitat
És un peix marí, pelàgic-nerític i de clima tropical (3°N-4°S, 94°W-89°W) que viu entre 0-50 m de fondària.

## Distribució geogràfica
Es troba al Pacífic sud-oriental: és un endemisme de les illes Galápagos.

## Observacions
És inofensiu per als humans.